# Rolls-Royce Phantom VI
Phantom VI — эксклюзивная модель автомобиля компании Rolls-Royce, выпускавшаяся с 1968 по 1990 год.

## Историческая справка
Созданный на базе Phantom V, Phantom VI был оснащён стилизованной приборной панелью и приводился в движение мотором выпускавшегося серийно Rolls-Royce Silver Shadow. Большинство кузовов создано Mulliner Park Ward в форме лимузинов, хотя было сделано несколько кабриолетов. По крайней мере, было построено два кабриолета, один двухдверный и один четырёхдверный, по эскизам итальянской фирмы Фруа.
Phantom VI был последним Rolls-Royce на отдельном шасси, имевшим характерную пружинную переднюю подвеску, заднюю подвеску на рессорах и барабанные тормоза на всех четырех колесах. Автомобиль был оснащен двойным карбюратором SU 6230  см³ (380 куб.дюймов), 8-цилиндровым V-образным двигателем со 104-мм цилиндром и ходом поршня 91,5 мм, сочленённым с четырёхскоростной автоматической коробкой передач. В 1978 году, в результате модернизации, объем двигателя был увеличен до 6750 куб.см., 3-ступенчатая автоматическая коробка передач с гидротрансформатором была заменена, и были поставлены отдельные передний и задний кондиционеры. Установка в 1982 году двигателя от Rolls-Royce Silver Spirit еще раз увеличила рабочий объём двигателя до 6750 куб.см.
В общей сложности было выпущено 374 Phantom VI .

## Знаменитые владельцы
В сентябре 2010 Phantom VI который принадлежал последнему шаху Ирана Мохаммеду Реза Пехлеви был выставлен на обозрение в Дворцовом комплексе Ниаваран в Тегеране.
Rolls-Royce Phantom VI выпуска 1970 года является государственным автомобилем генерал-губернатора Австралийского Союза. Обычно он используется в редких случаях, таких как церемония открытия сессии парламента или приведения к присяге нового генерал-губернатора.

### Phantom VI королевы Елизаветы II
Парк автомобилей королевы Елизаветы II включает в себя два Rolls-Royce Phantom VI: специальный автомобиль «серебряный юбилей» — подарок британской автомобильной промышленности к её 25 годовщине восшествия на трон в 1977 году, и более ординарную модель 1986 года. Автомобиль серебряный юбилей, с его высокой крышей и увеличенным остеклением, был «Государственным автомобилем номером один» до ввода в эксплуатацию на государственную службу двух лимузинов Bentley в 2002 году. Как и другие государственные автомобили, Phantom VI не имеют номерных знаков, экипированы специальным креплением для Королевского штандарта и герба. При поездках королевы фигурка «Дух экстаза» меняется на серебряную статуэтку Святого Георгия, разящего дракона.
Вечером 9 декабря 2010, в Лондоне автомобиль подвергся нападению протестующих студентов, когда в нём находились принц Уэльский и герцогиня Корнуольская, следовавшие в королевское варьете Перформанс. Супруги не пострадали, но автомобиль был забрызган краской и одно из боковых стёкол было разбито. Стёкла автомобиля были усилены, но не бронированы. Автомобиль использовался для перевозки Кэтрин  Миддлтон к месту её брачной церемонии с принцем Уильямом, герцогом Кембриджским.